# Península de Samaná
Península de Samaná är en halvö i Dominikanska republiken.   Den ligger i provinsen Samaná, i den östra delen av landet, 100 km nordost om huvudstaden Santo Domingo.